# 观音镇 (遂宁市)
观音镇，原为观音乡，是中华人民共和国四川省遂宁市安居区曾经下辖的一个镇。2019年9月，撤销观音镇，将其所属行政区域划归横山镇管辖。

## 行政区划
观音镇撤销前下辖以下地区：
五庙社区、捡金湾村、蒲家沟村、樟树湾村、山溪寺村、侍郎湾村、石柱沟村、荒草堰村、擦耳岩村、双油坊村、桃子园村、四方碑村、双作坊村和飞虎寨村。